# Just Love You
Just Love You, född 7 mars 2019, är en fransk varmblodig travhäst. Hon tränas av Laurent-Claude Abrivard och körs av Alexandre Abrivard.
Just Love You började tävla 2021 och inledde med fyra raka segrar. Hon har hittills sprungit in 530 850 euro på 23 starter varav 10 segrar och 2 tredjeplatser. Hon har tagit karriärens hittills största seger i Prix Ourasi (2023). Hon har även vunnit Prix Vourasie (2021), Prix Uranie (2022), Prix Paul Leguerney (2023), Prix Gaston de Wazières (2023) och Prix Ariste-Hémard (2023) samt kommit på tredjeplats i Prix Timocharis (2022) och Critérium des 4 ans (2023).

## Statistik
| Statistik för Just Love You (Ref.) | Statistik för Just Love You (Ref.) | Statistik för Just Love You (Ref.) | Statistik för Just Love You (Ref.) | Statistik för Just Love You (Ref.) | Statistik för Just Love You (Ref.) |
| ---------------------------------- | ---------------------------------- | ---------------------------------- | ---------------------------------- | ---------------------------------- | ---------------------------------- |
| Starter                            | Placeringar                        | Startprissumma                     | Segerprocent                       | Platsprocent                       | Rekord                             |
| 23                                 | 10-0-2                             | 530 850 euro                       | 43 %                               | 52 %                               | 1.10,7ak,                          |

### Större segrar
| År   | Lopp                    | Kusk               | Vinstbelopp | Grupp   |
| ---- | ----------------------- | ------------------ | ----------- | ------- |
| 2021 | Prix Vourasie           | Alexandre Abrivard | 27 000 EUR  | Grupp 3 |
| 2022 | Prix Uranie             | Alexandre Abrivard | 54 000 EUR  | Grupp 2 |
| 2023 | Prix Ourasi             | Alexandre Abrivard | 135 000 EUR | Grupp 1 |
| 2023 | Prix Paul Leguerney     | Alexandre Abrivard | 54 000 EUR  | Grupp 2 |
| 2023 | Prix Gaston de Wazières | Alexandre Abrivard | 54 000 EUR  | Grupp 2 |
| 2023 | Prix Ariste-Hémard      | Alexandre Abrivard | 54 000 EUR  | Grupp 2 |